# El Cogul (Navès)
El Cogul és una muntanya de 1526 metres situada al municipi de Navès, a la comarca del Solsonès. És el punt més alt de la serra de Busa, que va ser un punt important de l'estratègia militar durant les guerres carlines.
Aquest cim està inclòs a la llistat dels 100 cims de la FEEC.